# Pararctia
Pararctia là một chi bướm đêm thuộc phân họ Arctiinae, họ Erebidae.

## Các loài
- Pararctia aurora
- Pararctia lapponica (Thunberg, 1791)
- Pararctia remissa
- Pararctia rosea
- Pararctia subnebulosa (Dyar, 1899)
- Pararctia yarrowi (Stretch, 1874)